# Jacqueline Kallina
Jacqueline Kallina (* 30. Oktober 1990 in Wien) ist eine österreichische Triathletin und Staatsmeisterin auf der Langdistanz (2020). Sie wird in der Bestenliste österreichischer Triathletinnen auf der Ironman-Distanz geführt.

## Werdegang
Jacqueline Kallina betreibt Triathlon seit 2011. 2014 wurde sie Fünfte bei der Triathlon-Staatsmeisterschaft über die olympische Distanz (1,5 km Schwimmen, 40 km Radfahren und 10 km Laufen).
Im Juli 2019 wurde sie beim Ironman Austria Dritte bei der Staatsmeisterschaft Triathlon-Langdistanz und qualifizierte sich damit für einen Startplatz beim Ironman Hawaii (Ironman World Championships). Im September wurde die 29-Jährige im Burgenland beim Austria-Triathlon als Vierte und schnellste Österreicherin Staatsmeisterin auf der Triathlon-Langdistanz.
2023 gewann die 32-Jährige mit dem Ironman Barcelona (Age Group only race) ihr erstes Ironman-Rennen. Im Mai 2024 wurde sie bei der Challenge St. Pölten wie schon im Vorjahr wiederum Dritte bei der Staatsmeisterschaft auf der Triathlon-Mitteldistanz.
Jacqueline Kallina lebt in Wien.

## Sportliche Erfolge
| Datum/Jahr    | Rang | Wettbewerb                                                 | Austragungsort  | Zeit     | Bemerkung |
| ------------- | ---- | ---------------------------------------------------------- | --------------- | -------- | --- |
| 26. Mai 2024  | 3    | ÖTRV Staatsmeisterschaft Triathlon Mitteldistanz           | St. Pölten      | 04:43:55 | 3. Rang Triathlon-Staatsmeisterschaft als Achte bei der Challenge St. Pölten                                  |
| 28. Mai 2023  | 3    | ÖTRV Staatsmeisterschaft Triathlon Mitteldistanz           | Stubenberg      | 04:41:13 | Triathlon-Staatsmeisterschaft, hinter Gabriele Obmann                                                         |
| 28. Aug. 2022 | 7    | ÖTRV Staatsmeisterschaft Triathlon Mitteldistanz           | Zell am See     | 04:59:51 | Triathlon-Staatsmeisterschaft, hinter Lisa-Maria Dornauer                                                     |
| 17. Juli 2022 | 3    | ÖTRV Staatsmeisterschaft Triathlon Kurzdistanz             | Obertrum        | 02:22:46 | Triathlon-Staatsmeisterschaft über die olympische Distanz; hinter Therese Feuersinger                         |
| 8. Aug. 2021  | 2    | Traismauer Triathlon                                       | Traismauer      | 02:29:59 | |
| 1. Sep. 2019  | 1    | Austria-Triathlon                                          | Podersdorf      |          | Siegerin auf der Sprintdistanz                                                                                |
| 15. Aug. 2018 | 1    | Ausee Triathlon                                            | Ausee           |          | |
| 4. Sep. 2016  | 5    | ETU Middle Distance Triathlon European Championship W25–29 | Walchsee        | 04:52:30 | Europameisterschaft auf der Halbdistanz im Rahmen der Challenge Walchsee-Kaiserwinkl; Rang 5 in der AK W25–29 |
| 2. Juli 2016  | 3    | Steeltownman                                               | Linz            |          | |
| 28. Mai 2016  | 1    | Linz-Triathlon                                             | Linz            |          | Siegerin auf der Kurzdistanz                                                                                  |
| 2016          | 1    | Trumer Triathlon                                           | Obertrum am See |          | Siegerin auf der Sprintdistanz                                                                                |
| 30. Mai 2015  | 3    | Vienna City Triathlon                                      | Wien            |          | Olympische Distanz                                                                                            |
| 3. Aug. 2014  | 3    | Krems Triathlon                                            | Krems           |          | Sprintdistanz                                                                                                 |
| 19. Juli 2014 | 5    | ÖTRV Staatsmeisterschaft Triathlon Kurzdistanz             | Obertrum am See | 02:35:24 | Triathlon-Staatsmeisterschaft über die olympische Distanz im Rahmen des Trumer Triathlon                      |
| 5. Juli 2014  | 1    | Steeltownman                                               | Linz            |          | |
| 20. Juni 2014 | 2    | ETU Triathlon European Championship W20–24                 | Kitzbühel       | 01:17:36 | Europameisterschaft; Rang 2 der Altersklasse 20–24                                                            |
| 15. Aug. 2013 | 3    | Ausee Triathlon                                            | Ausee           |          | |
| 4. Aug. 2013  | 1    | Krems Triathlon                                            | Krems           |          | Sieger auf der Sprintdistanz                                                                                  |
| 6. Juli 2013  | 1    | Steeltownman                                               | Linz            |          | [ 3 ] |

| Datum/Jahr    | Rang | Wettbewerb                                     | Austragungsort | Zeit     | Bemerkung                                              |
| ------------- | ---- | ---------------------------------------------- | -------------- | -------- | ------------------------------------------------------ |
| 1. Okt. 2023  | 1    | Ironman Barcelona                              | Calella        | 09:43:37 |                                                        |
| 18. Mai 2023  | 3    | ÖTRV Staatsmeisterschaft Triathlon Langdistanz | Klagenfurt     | 09:57:12 | Staatsmeisterschaft Langdistanz beim Ironman Austria   |
| 5. Sep. 2020  | 1    | ÖTRV Staatsmeisterschaft Triathlon Langdistanz | Podersdorf     | 09:08:29 | Staatsmeisterschaft Langdistanz beim Austria-Triathlon |
| 12. Okt. 2019 |      | Ironman Hawaii                                 | Hawaii         | 10:57:29 | Rang 18 in der Altersklasse F25–29                     |
| 7. Juli 2019  | 3    | ÖTRV Staatsmeisterschaft Triathlon Langdistanz | Klagenfurt     | 09:56:36 | Staatsmeisterschaft Langdistanz                        |

(DNF – Did Not Finish)